# Beauty and the Beat
Beauty and the Beat é o álbum de estreia da banda de rock estadunidense The Go-Go's, lançado em 1981 pela I.R.S. Records. Logo após o lançamento, o álbum subia constantemente de posição no Billboard 200, até atingir o topo da parada de álbuns, onde se manteve por seis semanas consecutivas. O álbum foi incluído na lista dos "500 Melhores Álbuns de Todos os Tempos" feita pela revista Rolling Stone, ficando na 413º posição.
| Críticas profissionais                                                      | Críticas profissionais |
| Avaliações da crítica                                                       | Avaliações da crítica  |
| Fonte                                                                       | Avaliação              |
| --------------------------------------------------------------------------- | ---------------------- |
| allmusic                                                                    | [ 2 ]                  |
| Robert Christgau                                                            | (B+)                   |
| Rolling Stone                                                               | [ 4 ]                  |
| Esta tabela precisa de ser acompanhada por texto em prosa. Consulte o guia. |                        |

## Faixas
| #   | Música                                             | Compositor(es)        | Duração |
| --- | -------------------------------------------------- | --------------------- | ------- |
| 1.  | "Our Lips Are Sealed"                              | Terry Hall, Wiedlin   | 2:45    |
| 2.  | "How Much More"                                    | Caffey, Wiedlin       | 3:06    |
| 3.  | "Tonite"                                           | Caffey, Wiedlin, Case | 3:35    |
| 4.  | "Lust to Love"                                     | Caffey, Wiedlin       | 4:04    |
| 5.  | "This Town"                                        | Caffey, Wiedlin       | 3:20    |
| 6.  | "We Got the Beat"                                  | Caffey                | 2:32    |
| 7.  | "Fading Fast"                                      | Caffey                | 3:41    |
| 8.  | "Automatic"                                        | Wiedlin               | 3:07    |
| 9.  | You Can't Walk in Your Sleep (If You Can't Sleep)" | Caffey, Wiedlin       | 2:54    |
| 10. | "Skidmarks on My Heart"                            | Caffey, Carlisle      | 3:06    |
| 11. | "Can't Stop the World"                             | Valentine             | 3:20    |